# 永昌街道 (祁东县)
永昌街道是中华人民共和国湖南省衡陽市祁东县下辖的一个街道办事处。

## 行政区划
永昌街道下辖以下村级行政区划单位：
太阳升社区、燕子岩村、曙光村、浅塘村、黄土铺村、朱家村、兰芝塘村、温泉村、廖家村、柞陂村、勾兰村、同乐村、湖塘村、梅塘町村、法华村、双星村、尚书村、洪塘町村、赵坪铺村。